# Себастиан Франц фон Турн и Таксис
Себастиан Франц фон Турн и Таксис (на немски: Sebastian Franz Graf von Thurn und Taxis; * ок. 1646; † 7 декември 1706 в Аугсбург) е граф от фамилията Турн и Таксис и пощенски майстер в Аугсбург и други.
Той е син на фрайхер Йохан Баптиста фон Турн и Таксис († 1672) и съпругата му фрайин Алойзия Мария Мехтилд фон Льош (1619 – 1675). Внук е на Октавио фон Таксис (1572 – 1626), генерален постмайстер на империята, господар на Роренфелс . Баща му е имперски пощенски майстер на Аугсбург, Щрасбург, Нойбург, и др.
Брат е на Филип Вилхелм Константин (1647 – 1703), чиято дъщеря принцеса Мария Виоланта Терезия фон Турн и Таксис (1683 – 1734) се омъжва 1728/29 г. за пфалцграф Карл III Филип фон Рейн (1661 – 1742).

## Фамилия
Себастиан Франц фон Турн и Таксис се жени на 16 октомври 1673 г. в Аугсбург за графиня Мария Йохана Фугер (* 11 януари 1636, Ландсхут; † 29 септември 1704, погребана в Аугсбург), вдовица на фрайхер Албрехт Вилхелм Льош фон Хилгартсхаузен (* ок. 1619; † 1670, Мюнхен), дъщеря на граф Карл Фугер фон Кирхберг-Вайсенхорн (1597 – 1662 ) и Мария Елизабет фон Кирхберг-Вайсенхорн (1600 – 1652), дъщеря на Маркс Фугер фон Кирхберг-Вайсенхорн (1564 – 1614) и фрайин Мария Салома фон Кьонигсег († 1601). Те имат две деца:
- Мария Анна Мехтилд фон Турн и Таксис († 14 юни 1704), омъжена на 15 ноември 1690 г. в Мюнхен за граф Франц Адам Гуидобалд фон Тьоринг (* 1666; † 3 юни 1722, Пертенщайн), син на граф Йоахим Албек фон Тьоринг (1621 – 1674) и фрайин Франциска Клара фон Ламберг († 1709)
- Йозеф Франц Адам фон Турн и Таксис († 1707, Венеция)